# Daniel Philimon
Daniel Philimon (25 maggio 1995) è un velocista vanuatuano.

## Palmarès
| Anno | Manifestazione         | Sede       | Evento      | Risultato   | Prestazione | Note                          |
| ---- | ---------------------- | ---------- | ----------- | ----------- | ----------- | ----------------------------- |
| 2011 | Mondiali allievi       | Lilla      | 100 m piani | Batteria    | 12"23       |                               |
| 2012 | Mondiali juniores      | Barcellona | 100 m piani | Batteria    | 13"31       |                               |
| 2012 | Campionati oceaniani   | Cairns     | 100 m piani | Bronzo      | 45"37       |                               |
| 2013 | Mondiali               | Mosca      | 100 m piani | Preliminare | 11"53       | Miglior prestazione personale |
| 2017 | Giochi asiatici indoor | Aşgabat    | 60 m piani  | Semifinale  | 7"12        |                               |
| 2017 | Giochi asiatici indoor | Aşgabat    | 4×400 m     | 5º          | 3'29"30     |                               |